# Moqueur de Patagonie
Mimus patagonicus
Espèce
Statut de conservation UICN

 LC  : Préoccupation mineure
Le Moqueur de Patagonie (Mimus patagonicus) est une espèce de passereaux de la famille des Mimidae.
Il réside à travers l'Argentine ; il hiverne en Uruguay et la région de Buenos Aires.